# Achupallas (Viña del Mar)

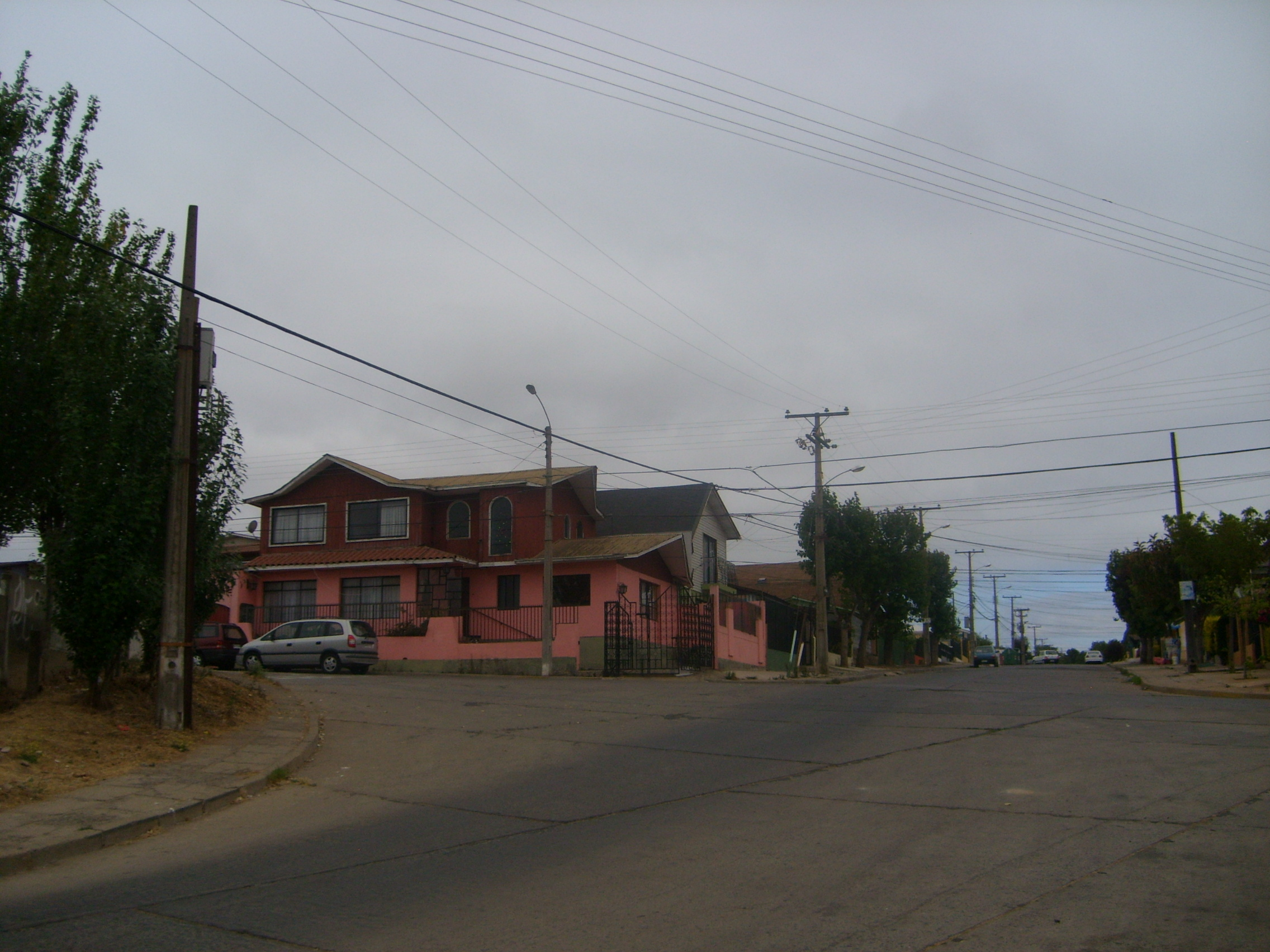
Vista del barrio en el sector de Miraflores Alto

Achupallas es un barrio situado en la ciudad de Viña del Mar, en la Región de Valparaíso, Chile. Está ubicado sobre la meseta del Gallo, una planicie en altura en la parte alta de los cerros de la ciudad.

## Historia
El poblamiento del barrio comenzó con la compra por parte de la Compañía de Refinería de Azúcar de Viña del Mar y sus sindicatos obreros del Fundo Achupallas, situado próximo a los límites de la zona poblada de la ciudad, pero separado por pendientes y cerros que la rodeaban. En 1957 comenzaron los primeros trazados para la urbanización del sector, de cuya conformación histórica se desprenden tres barrios: Achupallas, Miraflores y Villa Dulce.